# Тюро-Данжен, Франсуа
Франсуа Тюро-Данжен (фр.  François Thureau-Dangin; 3 января 1872 года, Париж — 24 января 1944 года, там же) — знаменитый французский востоковед.
Родился в Париже, в семье непременного секретаря Французской академии, историка Франции и деятеля католической церкви Поля Тюро-Данжэна. Из-за болезни, полученной в детстве, был туг на ухо, что затрудняло общение со сверстниками, поэтому обучался дома, где получил хорошее образование. По окончании гимназии он год был слушателем курсов по библейской экзегетике в семинаре А.-Ф. Луази, а затем пришел в Лувр, чтобы освоить клинопись под руководством П. Шейля, Ю.Опперта и Й. Менана.
В 1895 году Тюро-Данжэн был принят на должность ассистента хранителя клинописной коллекции в Лувре (коллекция надписей и скульптур, обнаруженная экспедицией Э. де Сарзека на холме Телло во время экспедиции 1877 г. ), в 1908 г. стал хранителем этой коллекции при отделе восточных древностей Лувра. В 1902—1905 гг., работая над табличками из Лагаша, сделал первые аккуратные переводы с шумерского языка на французский. Фактически Тюро-Данжен основал современную шумерологию, опубликовав крупный корпус текстов на шумерском языке с их переводами. В 1917 году его избирают членом Французской академии литературы и надписей, а в 1925 г. он становится директором департамента восточных древностей Лувра. 1927-1931 годы стали для Тюро-Данжэна годами удачных археологических раскопок: экспедиция, эпиграфистом которой он был, обнаружила городища III тыс. до н.э. в сирийских поселках Арслан Таш и Телль-Ахмар. К этим постам и занятиям прибавляется колоссальная редакторская загруженность Тюро-Данжэна, бывшего с 1910 г. соредактором главного франкоязычного журнала по ассириологии Revue d'assyriologie.
Им были опубликованы и переведены основные памятники, на которых изучается шумерский язык, история и культура Месопотамии: старошумерские царские надписи, конус Энметены, цилиндры Гудеа, надписи и гимны царей III династии Ура, двуязычные и гетерографические записи ритуалов, астрологических и математических текстов I тыс. до н.э. Он также издал, перевел и откомментировал письмо Саргона II о войне с Урарту, адресованное самому главному богу ассирийцев -  Ашшуру. Им опубликована переписка царя Хаммурапи с чиновниками. Но самое главное даже не в количестве текстов, хотя разнообразие жанров изданного поражает. Тюро-Данжэном были сформулированы сами правила транслитерации шумероязычных текстов, которыми с небольшими поправками ассирологи пользуются до сих пор. Тюро-Данжэн уникален еще и потому, что, не имея под рукой надежных грамматик и словарей, он сумел понять тексты, относящиеся к разным эпохам, почеркам и жанрам. Ему были в одинаковой степени доступны и математическая задача, и ритуальный текст, и гимн, и бухгалтерская ведомость, и строительная надпись, и астрологическое предсказание. Ум этого человека обнимал необъятное. Его последние статьи посвящены исследованию шестидесятиричной системы счисления и системы знаков вавилонской письменности. Он был уже в нескольких шагах от раскрытия этих тайн, но смерть помешала ему осуществить свои планы.
Во время немецкой оккупации Парижа был арестован и угнан в Германию его сын. Увидеться с ним отцу было не суждено. Тюро-Данжэн не дожил до победы над Германией. Он был заключён в тюрьму вместе с несколькими другими учёными, затем оправдан, но после выхода из заключения через несколько дней внезапно умер в Париже 24 января 1944 г.
Член французской Академии надписей и изящной словесности (1917).
Член-корреспондент Британской академии (1938). Опубликовал более ста работ по истории Месопотамии, издал множество клинописных документов. Тюро-Данжен владел всеми видами клинописи и обладал исключительно обширными познаниями в древневосточной письменности.